# Distretto di Zhanhe
Il distretto di Zhanhe (湛河区S, Zhànhé QūP) è un distretto della Cina, situato nella provincia di Henan e amministrato dalla prefettura di Pingdingshan.